# Oiva Soini
Oiva Sigurd Soini, född 21 januari 1893 i Lappo, död 25 maj 1971 i Helsingfors, var en finländsk skådespelare och operasångare (baryton).
Som liten lärde sig Soini att spela orgel och sjöng i kör. Efter studenten studerade han vid Helsingfors klockare-organistskola, varefter studierna fortsatte vid Helsingfors musikinstitut. Där studerade han bland annat sång under Axel von Kothen, piano under Ernst Linko och orgel under Oskar Merikanto. Parallellt bedrev han studier i filosofi och blev filosofie magister 1917. Efter examen blev Soini organist vid tyska kyrkan i Helsingfors och bedrev sångstudier i Berlin 1918–1920. Sin operadebut gjorde han på Finlands nationalopera 1921. Han kom sedan att vara verksam vid nationaloperan fram till 1952. Under tiden hann han dock spela på operor i Sverige, Italien, Frankrike och Tyskland. 
Åren 1931–1939 arbetade Soini som sånglärare vid Helsingfors konservatorium och blev sedan professor i solosång vid Sibelius-akademin, en befattning han kom att ha fram till 1963. 1954 blev han chef för operasektionen vid Sibelius-akademin.

## Filmografi
- Forsfararens brud, 1923
- Bröllopet på Suursalo, 1924
- Österbottningar, 1925
- Yökypelit, 1966 (TV-serie)
- Muistelemme Heidi Blåfeldia, 1967 (TV-film)